# MAGIC E701
MAGIC E701 — электронная книга с 7-дюймовым TFT-дисплеем от компании MAGIC Mobile. Выпускается с 2011 года.

## Описание
MAGIC E701 это сенсорная электронная книга с цветным TFT-дисплеем. На лицевой панели, кроме дисплея располагается только одна физическая клавиша возврата в главное меню. На стыке правой боковой панели и нижнего торца находится пенал для пластикового стилуса. Непосредственно на нижней панели находится mini-USB порт, слот для карты памяти стандарта microSD, разъемы для подключения зарядного устройства и наушников (3,5 мм).

## Характеристики
| Экран                    | Экран                                                  |
| ------------------------ | ------------------------------------------------------ |
| Диагональ                | 7"                                                     |
| Разрешение               | 800х480                                                |
| Тип                      | TFT, сенсорный (резистивный)                           |
| Технические параметры    |                                                        |
| Процессор                | Boxchip F10 (400МГц)                                   |
| Встроенная память        | 8 Гб                                                   |
| Расширение памяти        | MicroSD T-Flash, до 16 Гб                              |
| Аккумулятор              | Li-Ion 2300mAh                                         |
| Коммуникации             |                                                        |
| Разъем для наушников     | 3,5 мм                                                 |
| Соединение с компьютером | miniUSB                                                |
| Габариты                 |                                                        |
| Размер                   | 187x116x10 мм                                          |
| Вес                      | 200 г                                                  |
| Габариты                 |                                                        |
| FM-радио                 | есть                                                   |
| Диктофон                 | есть                                                   |
| Игры                     | есть                                                   |
| Поддерживаемые форматы   |                                                        |
| Аудио                    | МР3, WMA, FLAC, AAC, WAV, OGG                          |
| Видео                    | MPG, RMVB, FLC, ASF, WMV, MP4, 3GP, RM, AVI, DATA, MP4 |
| Изображений              | JPG, BMP, GIF, PNG                                     |
| Книг                     | Adobe PDF, EPUB, FB2, TXT, HTM, MOBI, PDB, RTF, LRC    |